# هیوم هوران
هیوم الکساندر هوران (۱۳ اوت ۱۹۳۴–۲۲ ژوئیه ۲۰۰۴) دیپلمات و سفیر آمریکا در پنج کشور عرب بود که به عنوان ماهرترین عرب‌شناس در خدمت سرویس خارجی آمریکا توصیف شده‌است. او فرزند عبدالله انتظام و یک زن آمریکایی بود.

## اوایل زندگی
هوران از مارگارت رابینسون هیوم و عبدالله انتظام در سال ۱۹۳۴ در واشینگتن دی سی به دنیا آمد. مادرش از خانواده ای مرفه بود. پدربزرگ او به عنوان یک دیپلمات در دولت پرزیدنت آبراهام لینکلن خدمت می‌کرد، پدرش شهردار جورج تاون بود و استفان وینسنت بنت پسر عموی او بود.والدین هوران سه سال پس از تولد او طلاق گرفتند (یک دهه بود که ازدواج کرده بودند) و مارگارت هیوم متعاقباً با روزنامه‌نگاری به نام هارولد هوران ازدواج کرد و این فرزند نام خانوادگی او را گرفت. سپس خانواده به آرژانتین نقل مکان کردند. انتظام بعدها وزیر امور خارجه و رئیس شرکت ملی نفت ایران شد و در ۱۹۸۵–۱۳۶۴ درگذشت. هوران ابتدا به یک مدرسه شبانه‌روزی در رود آیلند به نام پورتسموث پریوری فرستاده شد و سپس به مدرسه سنت اندرو در دلاور فرستاده شد.
در سال ۱۹۵۴ هیوم هوران به ارتش آمریکا پیوست و دو سال بعد آن را ترک کرد و در کالج هاروارد تحصیل کرد. در سال ۱۹۶۰ از هاروارد در رشته تاریخ آمریکا فارغ‌التحصیل شد و به وزارت خارجه پیوست، در سال ۱۹۶۳ برای دریافت مدرک کارشناسی ارشد به هاروارد بازگشت و در مرکز مطالعات خاورمیانه تحت نظر همیلتون الکساندر روسکین گیب به تحصیل زبان عربی پرداخت.

## حرفه دیپلماتیک
۱۹۶۶–۱۹۷۰ افسر میز لیبی
۱۹۷۰–۱۹۷۲ افسر سیاسی در امان، اردن
۱۹۷۲–۱۹۷۷ معاون رئیس مأموریت در جده، عربستان سعودی
۱۹۸۰–۱۹۸۳ سفیر در کامرون و سفیر غیر مقیم در گینه استوایی
۱۹۸۳–۱۹۸۶ سفیر در سودان
۱۹۸۷ دیپلمات در دانشگاه جورج تاون
۱۹۸۷–۱۹۸۸ سفیر در عربستان سعودی (به دستور ملک فهد پایان یافت)
۱۹۹۲ - سفیر در ساحل عاج
دیپلمات در دانشگاه هاوارد
(-۱۹۹۸) مدیر برنامه آموزشی آفریقا در مؤسسه خدمات خارجی

## بقیه زندگی
پس از حمله آمریکا به عراق، هوران در سال ۲۰۰۳ به مدت شش ماه به عنوان مشاور ارشد در مسائل قبیله ای و مذهبی در حکومت ائتلاف موقت عراق مشغول به کار شد. او قرار بود با آیت الله سیستانی دیدار کند که مقتدی صدر در نجف از آن جلوگیری کرد. پل برمر از او به عنوان «حیوان خانگی بدوی» خود یاد کرده بود او برای خدماتش از وزارت دفاع آمریکا جایزه دریافت کرد.

## مرگ
هیوم در سال ۲۰۰۴ پس از مبارزه با سرطان پروستات در بیمارستان Inova Fairfax درگذشت.

## زندگی شخصی
همسر اول هوران نانسی راینرت هوران بود و دو پسر و یک دختر داشتند. او پس از طلاق با لوری شومیکر ازدواج کرد که یک پسر به نام مایکل هوران و یک دختر به نام الیزابت هوران داشتند.

## کتابها
هوران، هیوم (مارس ۲۰۰۴). «تمرکز بر عراق: بازسازی موزاییک شکسته» (PDF). مجله خدمات خارجی. بایگانی شده از نسخه اصلی (PDF) در ۲۰۰۷-۰۷-۱۳.